# Teixeiranthus
Teixeiranthus, maleni biljni rod iz porodice Compositae. Postoje dvije priznate vrste, obje su brazilski endemi iz Bahije i Minas Geraisa.

## Opis
Teixeiranthus uključuje 2 zeljaste vrste iz vlažnih staništa u državama Minaes Geraes i Bahia, Brazil. Karakterističan je po srastanju baza vjenčića s vrhom cipsela, a cipsele su gole i nemaju karpopodij.

## Vrste
1. Teixeiranthus foliosus (Gardner) R.M.King & H.Rob.
2. Teixeiranthus pohlii (Baker) R.M.King & H.Rob.

## Sinonimi
Nema.